# Промисловий комплекс Базне
Промисловий комплекс Базне (перс. مجتمع صنعتي بازنه) — село в Ірані, у дегестані Кара-Кагріз, у бахші Кара-Кагріз, шагрестані Шазанд остану Марказі. За даними перепису 2006 року, його населення становило 11 осіб, що проживали у складі 5 сімей.